# Општина Киождеанка (Прахова)
Киождеанка (рум. Chiojdeanca) општина је у Румунији у округу Прахова.
Oпштина се налази на надморској висини од 418 m.